# Paramphinome pacifica
Paramphinome pacifica är en ringmaskart som beskrevs av Fauchald och Hancock 1984. Paramphinome pacifica ingår i släktet Paramphinome och familjen Amphinomidae. Inga underarter finns listade i Catalogue of Life.